# Pacal I
Pacal I, Pakal I o Janaab' Pakal (... – 9 marzo 612), è stato un ajaw della città stato Maya di Palenque.
La sua posizione dinastica non è confermata, si pensa possa essere fratello di Aj Ne' Yohl Mat, non sembra abbia preso il potere con le proprie forze.  Fu il padre di Sak K'uk', una delle rare regine regnanti della storia Maya. 
Non deve essere confuso col nipote Pacal II, più conosciuto come K'inich Janaab' Pakal.